# Alexéi Rubtsov
Alexéi Viacheslávovich Rubtsov (en ruso: Алексей Вячеславович Рубцов; Moscú, URSS, 5 de agosto de 1988) es un deportista ruso que compite en escalada.
Ganó una medalla de oro en el Campeonato Mundial de Escalada de 2009, en la prueba de bloques, y una medalla de oro en el Campeonato Europeo de Escalada de 2020, en la prueba combinada. Además, consiguió una medalla de bronce en los Juegos Mundiales de 2017.

## Palmarés internacional
| Campeonato Mundial | Campeonato Mundial | Campeonato Mundial | Campeonato Mundial |
| Año                | Lugar              | Medalla            | Prueba             |
| ------------------ | ------------------ | ------------------ | ------------------ |
| 2009               | Xining (China)     | Medalla de oro     | Bloques            |
| Campeonato Europeo |                    |                    |                    |
| Año                | Lugar              | Medalla            | Prueba             |
| 2020               | Moscú (Rusia)      | Medalla de oro     | Combinada          |